# Марцін Сміглецький
Марцін Сміглецький (лат. Martinus Smiglecius, Martinus Leopolitanus, пол. Marcin Śmiglecki, Marcin Lwowianin, Śmigielski, Śmiglekius, Śmigletius (11 листопада 1563, Львів — 26 липня 1618, Каліш) — польський філософ, логік і теолог, релігійний полеміст, єзуїт.

## Життєпис
Hародився у Львові, в родині зі Сміґеля. Ймовірно, він був сином Войцеха та Анни Вільчковних. Початкову освіту здобув у Львівській кафедральній школі. Вже тоді його здібності привернули увагу Яна Замойського, який відправив Сміглецького до єзуїтської школи у Пултуську. Завдяки щедрості Замойського Сміглецький у серпні 1580 р. разом із братом виїхав до Риму. Через кілька місяців (1581) вступив до ордену єзуїтів. Вивчав філософію і теологію в Римському колегіумі, в т.ч під керівництвом Ф. Суареса і Р. Белларміна (1582—1585). Влітку 1585 р. через Мілан він повертається до Польщі і їде до Вільнюса, де 4 роки (1586—1590) викладає в місцевій Академії філософію, а наступні 10 років — теологію (1590—1600). У 1588 році він був висвячений на священика, а в 1594 році отримав ступінь доктора богослов'я. Кілька років він був ректором єзуїтського колегіуму, послідовно у: Пултуську, Познані, Каліші та керував домом у Кракові. Кілька разів був заступником чину при генеральних конгрегаціях у Римі. Виступав проти аріан словом і листом. Неодноразово полемізував із Ф. Социним і В. Смальцієм.

## Праці
Марцін Сміглецький був ротивником аріанства, боровся з ним у численних публічних диспутах та багатьох творах. Широко відомий січневий 1594 диспут Смиглецького з Яном Намисловським і Юзефом Доманівським. Його полемічні твори, спрямовані проти аріанства (антитринітаріїв, соцініанства, «польських братів», «литовських братів») написані польською та латинською мовами і свого часу дуже високо цінувалися діячами католицької церкви. Майстерність, із якою вів усну полеміку, підтверджує, наприклад те, що у диспуті з аріанами 24—25 січня 1594 року здобув, як визнав сам Фаусто Соцціні, повну перемогу, й у результаті дюжина дворян відійшла від арианства.
На основі своїх лекцій, що читалися у Віленській академії, написав двотомний трактат «Логіка» ("Logica… 1618). У цьому курсі логіки Смігельський, спираючись на Тому Аквінського, коментував та аналізував «Логіку» Арістотеля. Твір користувався великою популярністю; Довгий час трактат вважався найкращим і був найпопулярнішим підручником логіки у Європі, особливо у Англії, де він використовувався до середини ХІХ століття. «Логіка» була тричі перевидана в Оксфорді (1634, 1638, 1658). Нерідко згадується той факт, що по цьому підручнику екзаменувався Даніель Дефо.
До праці з економіки відносять працю «Про лихварські відсотки» («O lichwie», Вільно, 1596), яка написана польською мовою і розрахована на досить широке коло читачів. У цьому творі, зокрема, кріпацтво розглядалося як пережиток рабства, несумісний із християнською мораллю. У книзі аналізувалися механізми лихварських відсотків та їх розміри; застосовуючи постулати середньовіччя до особливостей тогочасного економічного розвитку, Сміглецький водночас переглядав і вихідні принципи. Тому його можна назвати представником нової економічної думки; наприклад, автор трактату виступав проти обмежень зайняття торгівлею, монополії на певні види діяльності. В цілому ж доводилося, що лихварство недозволено за законами Божими, церковними та природними. Твір неодноразово, не менше семи разів, перевидавався, з них п'ять за життя Смиглецького, у Кракові.
Після смерті його видано «Przestrogi do sumienia należące od jednego milośnika ojczyzny wydane» (1632).
- Opisanie disputacyjej nowogrodzkiej[4], wyd. W. Zajączkowski, Wilno 1594
- O bóstwie przedwiecznym Syna Bożego[5], Wilno 1595, drukarnia Akademii T. J. (polemika z pracą F. Socyna pt. Refutacja książek, które X. Jakub Wujek, jezuita, wydał roku 1590, Kraków 1593)
- O lichwie i trzech przedniejszych kontraktach: wyderkowym, czynszowym i towarzystwa kupieckiego nauka krótka[6], Wilno 1596, drukarnia Akademii T. J.; wyd. następne: Wilno 1596; Kraków 1596; Kraków 1604; rozszerzone pt. O lichwie i wyderkach, Kraków 1607; Kraków 1613; Kraków 1619; Kraków 1621; Kraków 1640; Wilno 1641; Wilno 1753
- Absurda synodu toruńskiego[7], b. m. w. 1596
- Dysputacja wileńska[8], wyd. P. Wołłowicz, Wilno 1599; wyd. następne: Kraków 1599
- O jednej widomej Głowie Kościoła Bożego, Wilno 1600, drukarnia Akademii T. J. (jest to dalszy ciąg Dysputacji wileńskiej)
- O dziesięcinach z Pisma Świętego zebranie krótkie[9], Kraków 1604, drukarnia Łazarzowa; wyd. następne: Kraków 1648; Sandomierz 1728; Kraków 1765; Warszawa (brak roku wydania)
- Nodus Gordius, seu de vocatione ministrorum disputatio, Kraków 1609.
- Vana sine viribus ira ministrorum evangelicorum, Kolonia 1611.
- Nova monstra novi arianismi seu absurdae haereses a novis arianis in Poloniam importatae […] refutatae[10], Kraków 1612.
- Verbum Caro factum[11], Kraków 1613.
- De baptismo adversus Hieronymum Moscorovium liber unus, Kraków 1615.
- De Christo vero et naturali Dei filio […] libri duo[12], Kraków 1615.
- De erroribus novorum arianorum libri duo[13], Kraków 1615.
- De ordinatione sacerdotum in Ecclesia romana, adversus J. Zaborovii […] dissertationem, Kraków 1617.
- Logica… selectis disputationibus et quaestionibus illustrata…[14], Ingolstadt 1618, drukarnia E. Angermaria; wyd. następne: Oksford 1634; Oksford 1638; Oksford 1658; przedruki późniejsze zob. A. Z. (Zaremba): «Śmiglecki Marcin», Encyklopedia kościelna Nowodworskiego, t. 26 (1903), s. 26 (dzieło cenione w XVII w. w Anglii i we Francji).